# واجهة روشن
واجهة روشن سابقا واجهة الرياض هي وجهة للأعمال والترفيه والتسوق والضيافة، تقع في شمال مدينة الرياض عاصمة المملكة العربية السعودية على الطريق المؤدي إلى مطار الملك خالد الدولي، وتضم بيئة أعمال تحتضن أكثر من 6000 موظف كما تجمع كبرى الشركات المحلية والإقليمية والعالمية.

## الوصف
تقع الواجهة على امتداد 2.5 كلم وتنقسم إلى واجهة للأعمال وواجهة للتسوق، يتوسطهما حديقة عامة، بالإضافة إلى فندقين في واجهة الأعمال وواجهة التسوق. وتحتضن واجهة التسوق أكبر فيرجن ميجا ستور في العالم، وأكبر عدد من صالات السينما في مدينة الرياض بواقع 18 صالة عرض، بالإضافة لوجود أكثر من 200 محل تجاري، فيما تغطي المساحات الخضراء أكثر من نصف مساحة المشروع بما فيها الممر الممتد بمسافة كيلو متر والذي تمت تهيئته بمساحات خضراء على جانبيه.

## الموقع
تبعد الواجهة عن مطار الملك خالد الدولي 10 دقائق دون الدخول لوسط المدينة، وعن مركز الملك عبد الله المالي 17 دقيقة.

## موسم الرياض
تحتضن واجهة الرياض عددا من الفعاليات على مدار العام، كما تعد إحدى مناطق فعاليات موسم الرياض الترفيهي الذي تشرف عليه الهيئة العامة للترفيه.